# Ceratozetes paritractus
Ceratozetes paritractus är en kvalsterart som beskrevs av Hammer 1977. Ceratozetes paritractus ingår i släktet Ceratozetes och familjen Ceratozetidae. Inga underarter finns listade i Catalogue of Life.